# Lekkoatletyka na Letnich Igrzyskach Olimpijskich 1964 – bieg na 400 m przez płotki mężczyzn
Bieg na 400 metrów przez płotki mężczyzn podczas XVIII Letnich Igrzysk Olimpijskich w Tokio rozegrano 14 (eliminacje), 15 (półfinały) i 16 października 1964 (finał) na Stadionie Olimpijskim w Tokio. Zwycięzcą został Amerykanin Rex Cawley.

## Rekordy

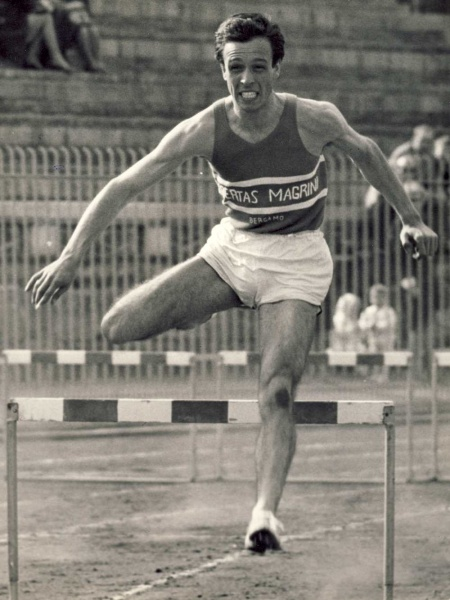
Salvatore Morale

|                   | zawodnik    | narodowość        | czas | data                  | miejsce     |
| ----------------- | ----------- | ----------------- | ---- | --------------------- | ----------- |
| Rekord świata     | Rex Cawley  | Stany Zjednoczone | 49,1 | 13 września 1964(dts) | Los Angeles |
| Rekord olimpijski | Glenn Davis | Stany Zjednoczone | 49,3 | 2 września 1960(dts)  | Rzym        |

## Wyniki
| Poz. - pozycja |
| – rekord świata \| – rekord krajowy \| – rekord życiowy \| = – wyrównany rekord życiowy \| · – najlepszy wynik w sezonie \| = – wyrównany najlepszy wynik w sezonie \| – rekord olimpijski |
| Fn – falstart \| DNF – nie ukończył \| DNS – nie wystartował \| DSQ – zdyskwalifikowany |

### Eliminacje
Rozegrano pięć biegów eliminacyjnych. Do półfinałów awansowało po trzech najlepszych zawodników z każdego biegu (Q) oraz jeden z najlepszym czasem spośród pozostałych (q).

#### Bieg 1
| Poz. | Zawodnik         | Narodowość      | Rezultat | Uwagi |
| ---- | ---------------- | --------------- | -------- | ----- |
| 1    | John Cooper      | Wielka Brytania | 50,5     | Q =   |
| 2    | Gary Knoke       | Australia       | 50,9     | Q     |
| 3    | Roberto Frinolli | Włochy          | 51,2     | Q     |
| 4    | Edvīns Zāģeris   | ZSRR            | 51,5     | q     |
| 5    | Bill Gairdner    | Kanada          | 53,8     |       |
| 6    | Helmut Haid      | Austria         | 54,6     |       |
| –    | Horst Gieseler   | Niemcy          | DNF      |       |

#### Bieg 2
| Poz. | Zawodnik             | Narodowość        | Rezultat | Uwagi |
| ---- | -------------------- | ----------------- | -------- | ----- |
| 1    | Rex Cawley           | Stany Zjednoczone | 50,8     | Q     |
| 2    | Juan Carlos Dyrzka   | Argentyna         | 51,1     | Q     |
| 3    | Peter Warden         | Wielka Brytania   | 51,6     | Q     |
| 4    | Joachim Singer       | Niemcy            | 52,1     |       |
| 5    | Bogusław Gierajewski | Polska            | 52,8     |       |
| 6    | Samir Vincent        | Irak              | 54,0     |       |
| 7    | Kiyoo Yui            | Japonia           | 54,7     |       |
| 8    | Michael Ryan         | Australia         | 58,0     |       |

#### Bieg 3
| Poz. | Zawodnik            | Narodowość        | Rezultat | Uwagi |
| ---- | ------------------- | ----------------- | -------- | ----- |
| 1    | Wilfried Geeroms    | Belgia            | 51,2     | Q     |
| 2    | Ken Roche           | Australia         | 51,5     | Q     |
| 3    | Jay Luck            | Stany Zjednoczone | 51,7     | Q     |
| 4    | Jorem Ochana        | Uganda            | 52,4     |       |
| 5    | Robert Poirier      | Francja           | 52,6     |       |
| 6    | Valeriu Jurcă       | Rumunia           | 52,7     |       |
| 7    | Kimaru Songok       | Kenia             | 54,5     |       |
| 8    | Mansour ul-Haq Awan | Pakistan          | 55,3     |       |

#### Bieg 4
| Poz. | Zawodnik         | Narodowość      | Rezultat | Uwagi |
| ---- | ---------------- | --------------- | -------- | ----- |
| 1    | Salvatore Morale | Włochy          | 51,1     | Q     |
| 2    | Wasyl Anisimow   | ZSRR            | 51,7     | Q     |
| 3    | Ferdinand Haas   | Niemcy          | 52,2     | Q     |
| 4    | Mike Hogan       | Wielka Brytania | 52,5     |       |
| 5    | Keiji Ogushi     | Japonia         | 53,6     |       |
| 6    | José Cavero      | Peru            | 53,7     |       |
| 7    | Karu Selvaratnam | Malezja         | 53,8     |       |
| –    | Ðani Kovač       | Jugosławia      | DSQ      |       |

#### Bieg 5
| Poz. | Zawodnik          | Narodowość        | Rezultat | Uwagi |
| ---- | ----------------- | ----------------- | -------- | ----- |
| 1    | Billy Hardin      | Stany Zjednoczone | 51,3     | Q     |
| 2    | Víctor Maldonado  | Peru              | 51,62    | Q     |
| 3    | Jaakko Tuominen   | Finlandia         | 51,8     | Q     |
| 4    | Jean-Jacques Behm | Francja           | 52,2     |       |
| 5    | Keiki Iijima      | Japonia           | 52,8     |       |
| 6    | Mamadou Sarr      | Senegal           | 53,2     |       |
| 7    | Amrit Pal         | Indie             | 53,3     |       |
| 8    | Imants Kukličs    | ZSRR              | 53,3     |       |

### Półfinały
Rozegrano dwa biegi półfinałowe. Do finału awansowało po czterech najlepszych zawodników z każdego biegu.

#### Bieg 1
| Poz. | Zawodnik         | Narodowość        | Rezultat | Uwagi |
| ---- | ---------------- | ----------------- | -------- | ----- |
| 1    | Rex Cawley       | Stany Zjednoczone | 49,8     | Q     |
| 2    | Roberto Frinolli | Włochy            | 50,2     | Q     |
| 3    | Gary Knoke       | Australia         | 50,6     | Q     |
| 4    | Wilfried Geeroms | Belgia            | 51,0     | Q     |
| 5    | Peter Warden     | Wielka Brytania   | 51,2     |       |
| 6    | Ferdinand Haas   | Niemcy            | 51,6     |       |
| 7    | Edvīns Zāģeris   | ZSRR              | 52,2     |       |
| 8    | Jaakko Tuominen  | Finlandia         | 54,0     |       |

#### Bieg 2
| Poz. | Zawodnik           | Narodowość        | Rezultat | Uwagi |
| ---- | ------------------ | ----------------- | -------- | ----- |
| 1    | John Cooper        | Wielka Brytania   | 50,4     | Q     |
| 2    | Jay Luck           | Stany Zjednoczone | 50,4     | Q     |
| 3    | Salvatore Morale   | Włochy            | 50,4     | Q     |
| 4    | Wasyl Anisimow     | ZSRR              | 50,7     | Q     |
| 5    | Ken Roche          | Australia         | 50,8     |       |
| 6    | Billy Hardin       | Stany Zjednoczone | 50,9     |       |
| 7    | Víctor Maldonado   | Peru              | 51,1     |       |
| 8    | Juan Carlos Dyrzka | Argentyna         | 53,1     |       |

### Finał
| Poz. | Zawodnik         | Narodowość        | Rezultat | Uwagi |
| ---- | ---------------- | ----------------- | -------- | ----- |
| 1    | Rex Cawley       | Stany Zjednoczone | 49,6     |       |
| 2    | John Cooper      | Wielka Brytania   | 50,1     | [ 3 ] |
| 3    | Salvatore Morale | Włochy            | 50,1     |       |
| 4    | Gary Knoke       | Australia         | 50,4     |       |
| 5    | Jay Luck         | Stany Zjednoczone | 50,5     |       |
| 6    | Roberto Frinolli | Włochy            | 50,7     |       |
| 7    | Wasyl Anisimow   | ZSRR              | 51,1     |       |
| 8    | Wilfried Geeroms | Belgia            | 51,4     |       |